# Habas
Habas (gaskonsko Havars) je naselje in občina v francoskem departmaju Landes regije Akvitanije. Naselje je leta 2009 imelo 1.448 prebivalcev.

## Geografija
Kraj leži v pokrajini Gaskonji 22 km jugovzhodno od Daxa.

## Uprava
Občina Habas skupaj s sosednjimi občinami Cagnotte, Estibeaux, Gaas, Labatut, Mimbaste, Misson, Mouscardès, Ossages, Pouillon in Tilh sestavlja kanton Pouillon s sedežem v Pouillonu. Kanton je sestavni del okrožja Dax.

## Zanimivosti
- cerkev sv. Petra in Pavla;